# Of the Heart, of the Soul and of the Cross: The Utopian Experience
Az Of the Heart, of the Soul and of the Cross: The Utopian Experience című album az amerikai hiphop csapat, P.M. Dawn debütáló albuma. A felvételeket a londoni Berwick Street Stúdióban, és a Gee Street Stúdióban rögzítették. Az album soul énekeket, és rapbetéteket tartalmaz, valamint hangmintákat DJ Minutemix producertől.
Az albumot a Gee Street kiadó jelentette meg 1991 szeptemberében, melyet a zenekritikusok dicsértek. Az albumról kimásolt Set Adrift on Memory Bliss című dal azonnal kereskedelmi sikert aratott. Az albumról négy kislemezt jelentettek meg, és 1993-ra 850.000 példányban kelt el. Az Of the Heart, of the Soul and of the Cross albumól később több mint egymillió példány talált gazdára..

## Előzmények
1989-ben a P.M. Dawn debütáló kislemezét az "Ode to a Forgetful Mind" címűt a Warlock Records adta ki, de nem volt jelentős siker. A kislemezt az Egyesült Királyságban a Gee Street Records jelentette meg, és nagyobb sikert aratott. A kiadó a dalt újrakeverte, és kiadta, így jelentős figyelmet kapott a zenekritikusoktól, és P.M. Dawn nem csak a Gee Street fejének, John Bakernek, hanem az Egyesült Királyság nagy lemezkiadóinak is "udvarolt". A Gee Street 1990-ben Londonba hozta a csapatot, hogy dalokat rögzítsenek, azonban a kiadó a felvételek során csődbe ment. A teljes Gee Street műveletet később eladták az Island Records-nak. A kiadó még néhány kislemezt kiadott az Egyesült Királyságban, mielőtt megjelent volna a debütáló album.

## Kislemezek
Az album vezető kislemeze, a "Set Adrift on Memory Bliss" nemzetközi sláger lett, amely a Spandau Ballet "True" című dalának hangmintáit használta fel. A dal klipjében feltűnik a Spandau Ballet énekese, Tony Hadley is. A dal 1991. november 30-án első helyezett lett az amerikai Billboard Hot 100-as listán, miután a Nielsen SoundScan a kislemezlistára került. A dal az Egyesült Királyságban a 3. lett a kislemezlistán. A "Paper Doll", amely egy korábbi Island kiadós kislemez volt, melyet az Egyesült Királyságban adtak ki tesztelés során, hogy felmérjék a csapat sikerességét. A dal az Egyesült Államokban a "Set Adrift on Memory Bliss" folytatásaként jelent meg 1992 elején, és a 28. helyen érte el a csúcsot.
A "Reality Used to Be a Friend of Mine" című dal, amelyhez klipet is készítettek, az 1992-es Enico Man című film nyitódalaként szerepel, de nem került fel a film kiskereskedelmi albumára.

## Kritikák
Az "Of the Heart, of the Soul and of the Cross: The Utopian Experience" című album kedvező dicsérő kritikákat kapott a zenekritikusoktól. A The Village Voice-tól Robert Christgau azt írta, hogy Prince Be rapbetétjei ügyesek, átgondoltak, és különcnek számítanak, míg a zene változatos szintézise a legintelligensebb volt Prince óta. A dal teljes hatókörrel rendelkezik. Könnyedén mozog beszédről dalra, nem okoz olyan meglepetéseket, mint a Brittle, vagy a Big Brittle vagy XTC arch. A Spin magazintól Jonathan Bernstein szerint P.M. Dawn könnyedén konszolidálta a művészi és kereskedelmi hangzásokat a jelentős rap, és buja tetszetős zene és lenyűgöző énekfeldolgozás kompinációjával debütáló lemezükon, amelyről azt írta, hogy a "semmiből jön, és a nyár legelső hangsávjára kerül fel". James Bernard az Entertainment Weekly munkatársa úgy érezte, hogy Prince Be dallamos és innovatív hangzású szövegei őszinték anélkül, hogy nyájas lenne, miközben Jimi Hendrix és Prince hatásaira támaszkodik anélkül, hogy bármelyik művész szexuális panasza lenne. Greg Kot, a Chicago Tribune-ban írt az albumról. Emlékezetesnek, művészinek találta a dalokat, átitatva a De La Soul ostoba rapeivel, és a Soul II Soul dance poppos groove-jaival, illetve Lenny Kravitz atmoszférikus savas rockelőadásával.
| Értékelések                       |           |
| Értékelő                          | Értékelés |
| AllMusic                          | 5/5       |
| Chicago Tribune                   | 3.5/4     |
| Entertainment Weekly              | A         |
| The Encyclopedia of Popular Music | [ 10 ]    |
| The Huffington Post               | 90/100    |
| Los Angeles Times                 | [ 12 ]    |
| Q                                 | 4/5       |
| Select                            | 4/5       |
| Spin Alternative Record Guide     | 9/10      |
| The Village Voice                 | A         |

Az albumot az év 5. legjobb albumának választották, a The Village Voice annual Pazz & Jop kritikusainak 1991-es szavazásán. Christgau a szavazás készítője az albumot saját listáján a 3. helyre sorolta. 1991 tizedik legjobb albumának választotta a Spin magazin, és a Los Angeles Times munkatársa, Robert Hilburn. A The New York Times év végi listáján Jon Pareles 1991 negyedik legjobb albumának minősítette, és azt írta, hogy P.M. Dawn megtalálta a pop, a hip-hop és a spiritualitás olyan szintézisét, amely elkerülte az olyan művészeket, mint Prince.
Egy retrospektív ismertetőben a Q magazin az albumot, egy gyönyörű, szokatlan albumnak nevezte, amely kibővítette a hip-hop lehetőségeit, és olyan dalokat tartalmazott, amelyeknek nem volt túl köze a stílushoz. Az AllMusic munkatársa, Steve Huey szerint a hip-hop lehetőségeinek "megdöbbentő újragondolása" volt az album, mely hiába volt sikeres, mégsem karolta fel az egész hip-hop közösség. Úgy érezte, hogy ez még mindig radikálisan innovatívnak hangzik, annak bizonyítékaként, hogy a pop, az R&B és a hip-hop stílusok keveredése inkább kreatív, nem pedig kereskedelmi célú volt. A The Encyclopedia of Popular Music-ban Colin Larkin azt írta, hogy az albumról, hogy P.M. Dawn kinőtt a De La Soul béli összehasonításokból, és az egyik legtömörebb, legkreatívabb erővé vált saját stílusának területén. Alex Remington a The Huffington Post-tól azt mondta: "Egyértelműen egy rap album, mely nem hasonlít semmihez, amit az elkövetkező években adtak ki. Ha ma hallgatjuk, az album úgy hangzik, mint egy időkapszula, melyet az idő tett próbára, és így még jobban áll. 1999-ben Ned Raggett (Freaky Trigger) a 28. helyre sorolta az albumot a 90-es évek legjobb albumainak listáján.

## Az album dalai
LP Island Records – 212 081
| 1. | "Intro"                                        | Attrell S. Cordes · Chick Corea | 0:57 |
| 2. | "Reality Used to Be a Friend of Mine"          | Cordes                          | 4:40 |
| 3. | "Paper Doll"                                   | Cordes · Gill Scott-Heron       | 4:53 |
| 4. | "To Serenade a Rainbow"                        | Cordes · Hugh Masekela          | 3:48 |
| 5. | "Comatose"                                     | Cordes · Sylvester Stewart      | 4:53 |
| 6. | "A Watcher's Point of View (Don't 'Cha Think)" | Cordes · Tom Johnston           | 4:13 |
| 7. | "Even After I Die"                             | Cordes · Dennis Coffey          | 3:57 |

| 1. | "In the Presence of Mirrors" | Cordes                | 4:02 |
| 2. | "Set Adrift on Memory Bliss" | Cordes · Gary Kemp    | 4:10 |
| 3. | "Shake"                      | Cordes · Todd Terry   | 3:18 |
| 4. | "If I Wuz U"                 | Cordes                | 4:43 |
| 5. | "On a Clear Day"             | Cordes                | 5:22 |
| 6. | "The Beautiful"              | Cordes · Tom Johnston | 5:21 |

### Felhasznált hangminták
- Az "Intro" zenei alapjai Chick Corea "Imp's Welcome" című szerzeményéből származik.
- A "Paper Doll" című dal "Angola, Louisiana" hangmintáját tartalmazza, melynek eredeti előadói Gil Scott-Heron és Brian Jackson. Az eredeti előadókat az album jegyzetei nem tartalmazzák.
- A "To Serenade a Rainbow" hangmintái Hugh Masakela "Child of the Earth" és George Kranz "Din Daa Daa" című dalaiból származnak.
- A "Comatose" hangmintája Sly and the Family "Thankful and Thoughtful" című dalából származik, valamint tartalmaz egy hangmintát az "I Walk on Guiled Splinters" című Dr John dalából.
- A " Watcher's Point of View (Don't 'Cha Think)" című dal hangmintái a The Doobie Brothers "Feelin' Down Farther" című dalából származik.
- Az "Even After I Die" hangmintája a "Garden of the Moon" című Dennis Coffey dalból származik.
- A "Set Adrift on Memory Bliss" zenei hangminái a Spandau Ballet "True" című dalából származik.
- Az "If I Wuz U" című dal hangmintái a Kraftwerk "Pocket Calculator" című dalából származik.
- A "The Beautiful" című dal hangmintája a The Beatles "Baby, You're Rich Man" című dalából való.

## Slágerlista
| Slágerlista (1991–1992)                      | Legjobb helyezések |
| -------------------------------------------- | ------------------ |
| Australian Albums (ARIA)                     | 89                 |
| Canadian Albums (RPM)                        | 41                 |
| Hollandia (Dutch Charts Album Top 100)       | 82                 |
| Új-Zéland (Recorded Music NZ Top 40 Albums)  | 45                 |
| Svédország (Sverigetopplistan Top 60 Albums) | 44                 |
| Svájc (Schweizer Hitparade Top 100 Albums)   | 38                 |
| Egyesült Királyság (UK Albums Chart)         | 8                  |
| USA Billboard 200                            | 48                 |
| USA Top R&B/Hip-Hop Albums (Billboard)       | 29                 |

| Slágerlista (1992)                    | Helyezés |
| ------------------------------------- | -------- |
| US Top R&B/Hip-Hop Albums (Billboard) | 98       |

## Minősítések
| Régió                                                       | Minősítés | Eladott példányszám |
| ----------------------------------------------------------- | --------- | ------------------- |
| Kanada (Music Canada)                                       | arany     | 50 000^             |
| Egyesült Királyság (BPI)                                    | arany     | 100 000^            |
| Egyesült Államok (RIAA)                                     | arany     | 500 000^            |
| ^ Kiszállítási példányszámok kizárólag a minősítés alapján. |           |                     |